# Хыртоп (Кантемирский район)
Хыртоп также Гыртоп (рум. Hîrtop) — село в Кантемирском районе Молдавии. Наряду с сёлами Плопь, Александровка и Тараклия входит в состав коммуны Плопь.

## География
Село расположено на высоте 60 метров над уровнем моря.

## Население
По данным переписи населения 2004 года, в селе Хыртоп проживает 450 человек (214 мужчин, 236 женщин).
Этнический состав села:
| Национальность | Число жителей | Процентный состав |
| -------------- | ------------- | ----------------- |
| молдаване      | 437           | 97,11             |
| болгары        | 6             | 1,33              |
| украинцы       | 5             | 1,11              |
| гагаузы        | 2             | 0,44              |
| Всего          | 450           | 100 %             |